# Omoforio

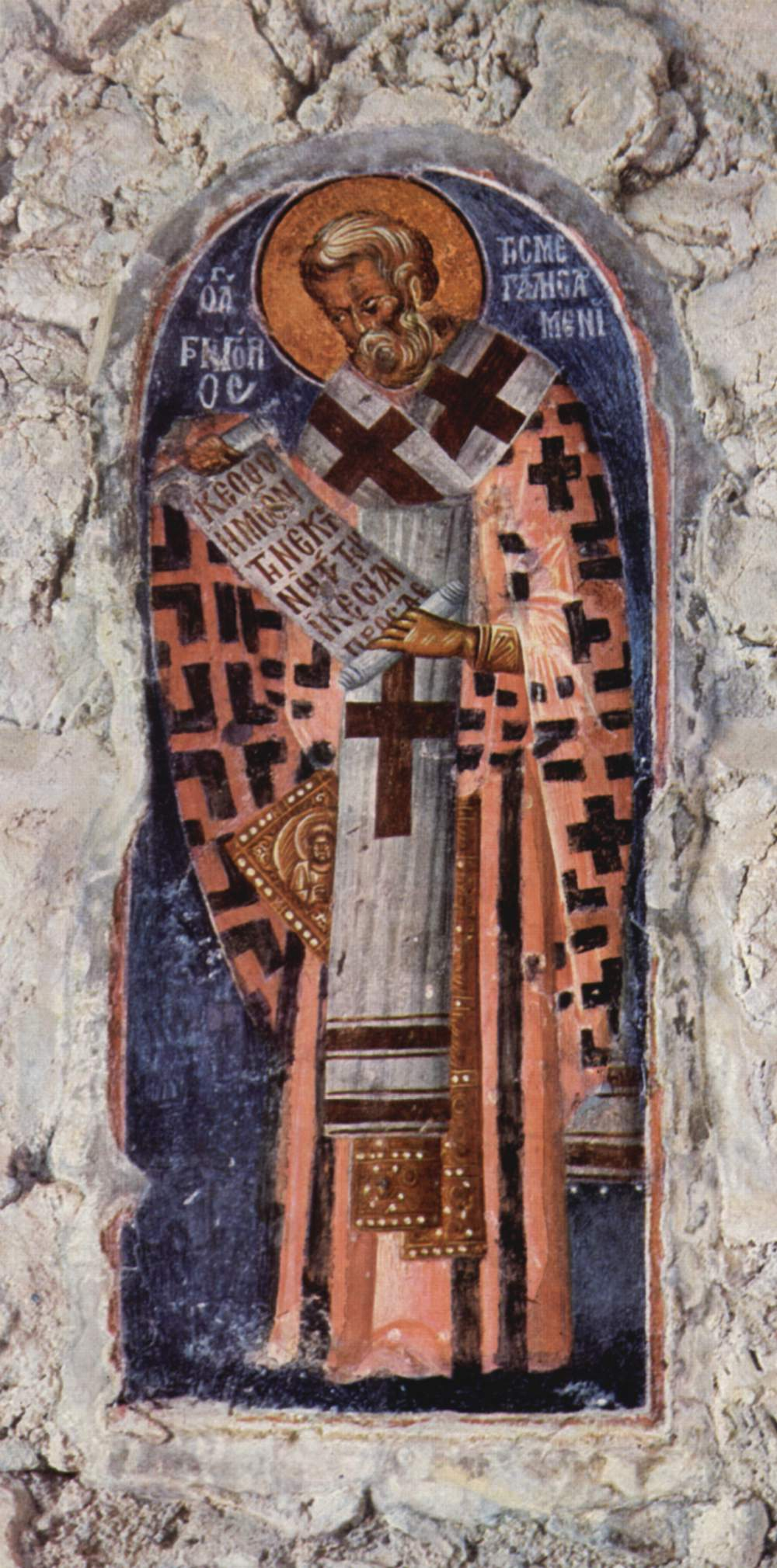
Affresco del XIV secolo in cui viene rappresentato l'omoforio

L'omoforio (dal greco ὠμοφόριον, omophórion, "portare sulle spalle") è un paramento liturgico usato dai vescovi ortodossi e dai vescovi cattolici orientali di rito bizantino. È il corrispondente del pallio (pallium) della Chiesa cattolica.

## Descrizione
L'omoforio è una fascia di seta o velluto larga circa quindici centimetri, incurvata al centro così da poterla far girare dietro il collo e appoggiarla alle spalle facendo scendere le estremità sul petto. È ornato di croci ricamate e termina con tre linee che contraddistinguono l'ordine vescovile, sacerdotale e diaconale; è indossato sopra il felonio. L'omoforio antico è invece più lungo, decorato con croci e un'immagine dell'agnello o del Salvatore, piegato sul petto in modo da far scendere le estremità quasi fino a terra, una sul davanti e l'altra dietro. L'omoforio più lungo è indossato durante la divina liturgia fino al momento della lettura dell'Epistola; durante la lettura del Vangelo non è indossato, mentre dal canto dell'inno dei cherubini fino alla fine della liturgia si usa l'omoforio più corto.
Così come per il pallio, anche per l'omoforio è stata ipotizzata una derivazione dal mantello (pallium) diffuso nella Roma antica. Più probabilmente, l'omoforio deriva dall'omonimo indumento civile, uno scialle portato da alcuni funzionari romani sopra la paenula e che ne indicava la dignità.
Secondo alcune interpretazioni, l'omoforio rappresenta l'agnello portato sulle spalle, come simbolo del vescovo come buon pastore e forse per questo il materiale è diventato nei secoli la lana. Alcune interpretazioni, però, definiscono questa una spiegazione a posteriori.
Si ha notizia storica dell'omoforio come paramento sacro del vescovo Isidoro di Pelusio già nel V secolo e sue rappresentazioni pittoriche si trovano già nelle Cronache del mondo alessandrine, riferibili al V secolo. In tempi più recenti, troviamo una rappresentazione di un omoforio nella Tavoletta di Treviri rappresentante la traslazione di alcune reliquie. Tra rappresentazioni più tarde, da citare gli affreschi di Santa Maria Antiqua nel Foro romano, datate VII e VIII secolo.
A differenza del pallio, l'omoforio non è riservato agli arcivescovi metropoliti ma può essere indossato da tutti i vescovi.